# 400 meter häck för damer i friidrott vid olympiska sommarspelen 2024

Officiell video på loppet.

Damernas 400 meter häck vid olympiska sommarspelen 2024 avgjordes mellan den 4 och 8 augusti 2024 på Stade de France i Frankrike. 40 idrottare från 26 nationer deltog i tävlingen. Det var 11:e gången grenen fanns med i ett OS och den har funnits med i varje OS sedan 1984.
Regerande olympiska mästaren Sydney McLaughlin-Levrone från USA vann tävlingen efter att ha sprungit på 50,37 sekunder och förbättrad sitt eget världsrekord. Anna Cockrell från USA slog personbästa och vann silvret med 51,87 sekunder. Bronset togs av Femke Bol från Nederländerna med 52,15 sekunder.
I OS-finalen var McLaughlin-Levrone snabbast över det första hindret. Hon höll högt tempo på upploppet och började dra ifrån tvåan Bol, som sprang på hennes utsida. Vid 200 meter låg McLaughlin-Levrone före Bol med 0,14 sekund. I stället för den förväntade ökningen av Bol fortsatte McLaughlin-Levrone att dra ifrån till en ointaglig ledning och vinst. Därmed försvarade hon sin olympiska titel från Tokyo 2020. Fram till sista hindret låg Bol tvåa och Cockrell trea tätt bakom henne. Men Cockrell lyckades ta det sista hindret smidigare och passera Bol, och springa in silvret. Bol blev trea och vann sin andra raka olympiska bronsmedalj i denna gren.

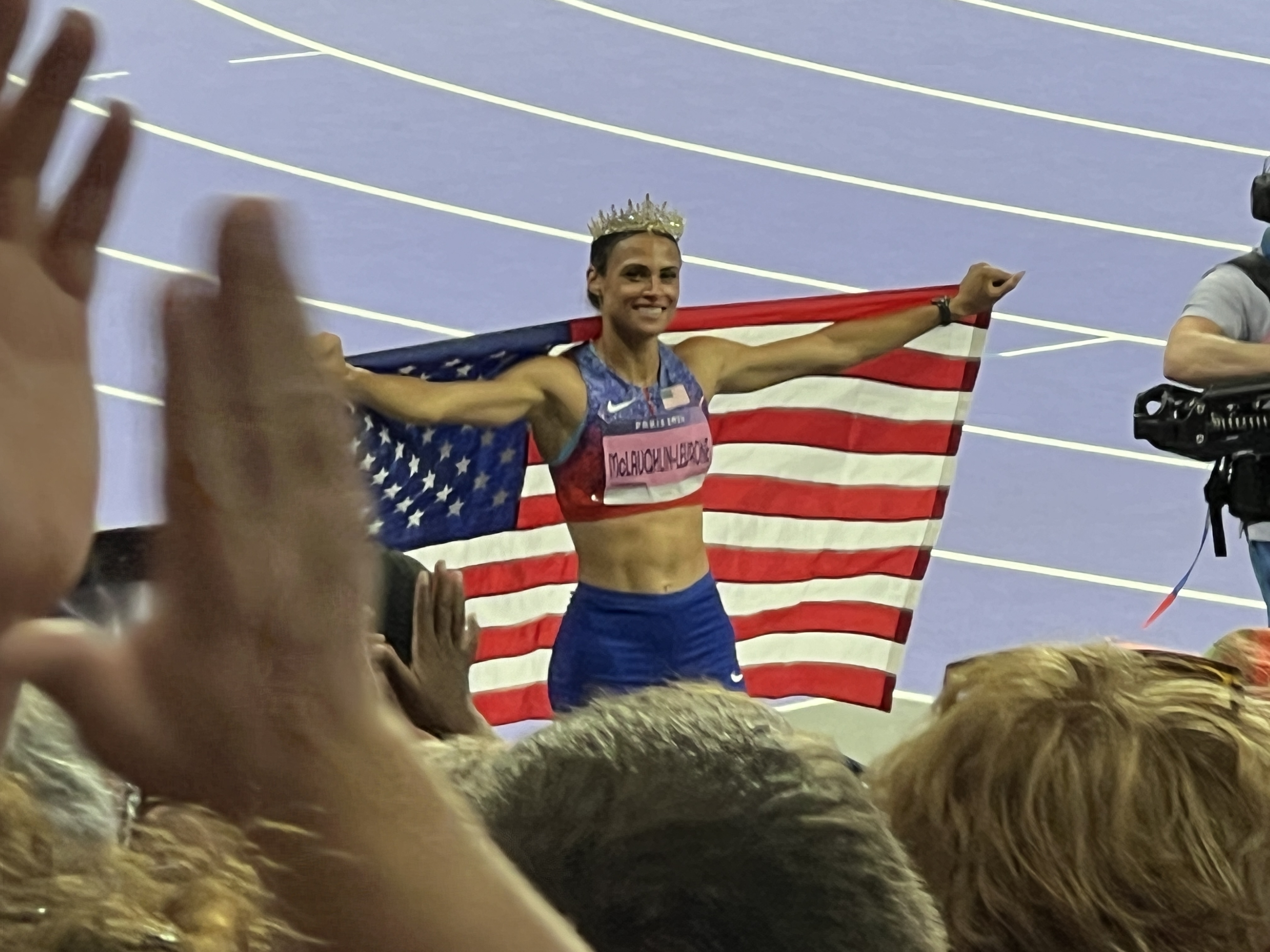
Sydney McLaughlin-Levrone firar sitt guld.

| Spel           | Guld                          | Silver            | Brons                   |
| 400 meter häck | Sydney McLaughlin-Levrone USA | Anna Cockrell USA | Femke Bol Nederländerna |

## Kvalificering till OS-grenen
Kvalificeringsperioden för damernas 400 meter häck i friidrott var mellan 1 juli 2023 och 30 juni 2024. 40 idrottare kunde kvalificera sig till evenemanget, med högst tre idrottare per nation, genom att springa kvalificeringsstandarden 54,85 sekunder eller snabbare eller genom sin världsranking i friidrott för denna gren.

## Schema
Alla tider är CET.
| Datum          | Tid   | Omgång      |
| -------------- | ----- | ----------- |
| 4 augusti 2024 | 12:35 | Kval        |
| 5 augusti 2024 | 10:50 | Återkval    |
| 6 augusti 2024 | 20:07 | Semifinaler |
| 8 augusti 2024 | 21:25 | Final       |

## Rekord
Innan tävlingens start fanns följande rekord:
| Rekord           | Idrottare                       | Tid (s) | Plats        | Datum          |
| ---------------- | ------------------------------- | ------- | ------------ | -------------- |
| Världsrekord     | Sydney McLaughlin-Levrone (USA) | 50.65   | Eugene, USA  | 30 juni 2024   |
| Olympiskt rekord | Sydney McLaughlin (USA)         | 51.46   | Tokyo, Japan | 4 augusti 2021 |

| Område                                   | Tid (s)    | Idrottare                 | Nation        |
| ---------------------------------------- | ---------- | ------------------------- | ------------- |
| Afrika                                   | 52,90      | Nezha Bidouane            | Marocko       |
| Asien                                    | 53,09      | Kemi Adekoya              | Bahrain       |
| Europa                                   | 50,95      | Femke Bol                 | Nederländerna |
| Nordamerika, Centralamerika och Karibien | 50,65 0VR0 | Sydney McLaughlin-Levrone | USA           |
| Oceanien                                 | 53,17      | Debbie Flintoff-King      | Australien    |
| Sydamerika                               | 53,69      | Gianna Woodruff           | Panama        |

## Resultat
Noteringarnas förklaring finns längst ner.

### Kval
De tre första i varje heat 0Q0 plus tre på tid 0q0 gick direkt till semifinal. De andra som sprang klart sitt lopp gick vidare till återkval.

#### Kval 1
| Placering | Bana | Idrottare              | Nation        | Tid   | Noteringar |
| --------- | ---- | ---------------------- | ------------- | ----- | ---------- |
| 1         | 7    | Rushell Clayton        | Jamaica       | 54,32 | 0Q0        |
| 2         | 3    | Fatoumata Binta Diallo | Portugal      | 54,75 | 0Q0        |
| 3         | 5    | Amalie Iuel            | Norge         | 54.82 | 0Q0        |
| 4         | 8    | Cathelijn Peeters      | Nederländerna | 54,84 | 0q0        |
| 5         | 9    | Naomi Van den Broeck   | Belgien       | 55.81 |            |
| 6         | 6    | Rebecca Sartori        | Italien       | 55,81 |            |
| 7         | 4    | Chayenne da Silva      | Brasilien     | 56,52 |            |
|           | 2    | Kemi Adekoya           | Bahrain       | 100   | 0DNS0      |
|           |      |                        |               | Vind: |            |

#### Kval 2
| Placering | Bana | Idrottare           | Nation    | Tid   | Noteringar |
| --------- | ---- | ------------------- | --------- | ----- | ---------- |
| 1         | 5    | Jasmine Jones       | USA       | 53,60 | 0Q0        |
| 2         | 9    | Rogail Joseph       | Sydafrika | 54,46 | 0Q0 PB0    |
| 3         | 3    | Savannah Sutherland | Kanada    | 54,80 | 0Q0        |
| 4         | 2    | Paulien Couckuyt    | Belgien   | 54,90 | 0q0 SB0    |
| 5         | 8    | Gianna Woodruff     | Panama    | 54,94 | 0SB0       |
| 6         | 7    | Ayomide Folorunso   | Italien   | 55,03 |            |
| 7         | 6    | Shana Grebo         | Frankrike | 56,70 |            |
| 8         | 4    | Carolina Krafzik    | Tyskland  | 58.49 |            |
|           |      |                     |           | Vind: |            |

#### Kval 3
| Placering | Bana | Idrottare        | Nation         | Tid   | Noteringar |
| --------- | ---- | ---------------- | -------------- | ----- | ---------- |
| 1         | 4    | Femke Bol        | Nederländerna  | 53,38 | 0Q0        |
| 2         | 8    | Shiann Salmon    | Jamaica        | 53,95 | 0Q0        |
| 3         | 3    | Zenéy Geldenhuys | Sydafrika      | 54,73 | 0Q0        |
| 4         | 6    | Anna Ryzhykova   | Ukraina        | 55,13 |            |
| 5         | 5    | Jessie Knight    | Storbritannien | 55,39 |            |
| 6         | 2    | Jiadie Mo        | Kina           | 55,43 |            |
| 7         | 9    | Alanah Yukich    | Australien     | 55,46 |            |
| 8         | 7    | Linda Angounou   | Kamerun        | 55,69 | 0NR0       |
|           |      |                  |                | Vind: |            |

#### Kval 4
| Placering | Bana | Idrottare        | Nation         | Tid   | Noteringar |
| --------- | ---- | ---------------- | -------------- | ----- | ---------- |
| 1         | 8    | Anna Cockrell    | USA            | 53.91 | 0Q0        |
| 2         | 7    | Lina Nielsen     | Storbritannien | 54.65 | 0Q0        |
| 3         | 4    | Janieve Russell  | Jamaica        | 54.67 | 0Q0        |
| 4         | 9    | Hanne Claes      | Belgien        | 54.80 | 0q0 SB0    |
| 5         | 5    | Nikoleta Jíchová | Tjeckien       | 55.45 |            |
| 6         | 3    | Grace Claxton    | Puerto Rico    | 56.29 |            |
| 7         | 2    | Viivi Le         | Finland        | 56.67 |            |
| 8         | 6    | Lauren Hoffman   | Filippinerna   | 57.84 |            |
|           |      |                  |                | Vind: |            |

#### Kval 5
| Placering | Bana | Idrottare                 | Nation     | Tid   | Noteringar |
| --------- | ---- | ------------------------- | ---------- | ----- | ---------- |
| 1         | 3    | Sydney McLaughlin-Levrone | USA        | 53.60 | 0Q0        |
| 2         | 4    | Noura Ennadi              | Marocko    | 55.26 | 0Q0        |
| 3         | 5    | Louise Maraval            | Frankrike  | 55.32 | 0Q0        |
| 4         | 6    | Yasmin Giger              | Schweiz    | 55.44 |            |
| 5         | 2    | Alice Muraro              | Italien    | 55.62 |            |
| 6         | 7    | Sarah Carli               | Australien | 55.92 |            |
| 7         | 8    | Line Kloster              | Norge      | 57.69 |            |
| 8         | 9    | Viktoriya Tkachuk         | Ukraina    | 58.10 | 0SB0       |
|           |      |                           |            | Vind: |            |

### Återkval
De två första i varje heat 0Q0 gick vidare till semifinal.

#### Återkval 1
| Placering | Bana | Idrottare            | Nation      | Tid          | Noteringar |
| --------- | ---- | -------------------- | ----------- | ------------ | ---------- |
| 1         | 4    | Ayomide Folorunso    | Italien     | 55.07        | 0Q0        |
| 2         | 7    | Naomi Van den Broeck | Belgien     | 55.11 (.107) | 0Q0        |
| 2         | 3    | Alanah Yukich        | Australien  | 55.11 (.107) | 0Q0 PB0    |
| 4         | 6    | Grace Claxton        | Puerto Rico | 55.94        |            |
| 5         | 5    | Line Kloster         | Norge       | 56.73        |            |
| 6         | 2    | Viivi Lehikoinen     | Finland     | 58.04        |            |
| 7         | 8    | Viktoriya Tkachuk    | Ukraina     | 59.40        |            |
|           |      |                      |             | Vind:        |            |

#### Återkval 2
| Placering | Bana | Idrottare         | Nation         | Tid          | Noteringar |
| --------- | ---- | ----------------- | -------------- | ------------ | ---------- |
| 1         | 5    | Jiadie Mo         | Kina           | 54.75        | 0Q0 PB0    |
| 2         | 3    | Jessie Knight     | Storbritannien | 55.10 (.093) | 0Q0        |
| 3         | 2    | Gianna Woodruff   | Panama         | 55.10 (.098) |            |
| 4         | 6    | Nikoleta Jíchová  | Tjeckien       | 55.31        |            |
| 5         | 7    | Rebecca Sartori   | Italien        | 55.44        |            |
| 6         | 4    | Carolina Krafzik  | Tyskland       | 56.02        |            |
| 7         | 8    | Chayenne da Silva | Brasilien      | 56.56        |            |
|           |      |                   |                | Vind:        |            |

#### Återkval 3
| Placering | Bana | Idrottare      | Nation       | Tid   | Noteringar |
| --------- | ---- | -------------- | ------------ | ----- | ---------- |
| 1         | 7    | Shana Grebo    | Frankrike    | 54.91 | 0Q0        |
| 2         | 8    | Anna Ryzhykova | Ukraina      | 54.95 | 0Q0 =0SB0  |
| 3         | 2    | Linda Angounou | Kamerun      | 55.09 | 0NR0       |
| 4         | 4    | Sarah Carli    | Australien   | 55.12 |            |
| 5         | 3    | Yasmin Giger   | Schweiz      | 55.18 |            |
| 6         | 6    | Alice Muraro   | Italien      | 55.48 |            |
| 7         | 5    | Lauren Hoffman | Filippinerna | 58.28 |            |
|           |      |                |              | Vind: |            |

### Semifinaler
De två första i varje lopp 0Q0 plus två på tid 0q0 gick vidare till finalen.

#### Semifinal 1
| Placering | Bana | Idrottare            | Nation         | Tid     | Noteringar |
| --------- | ---- | -------------------- | -------------- | ------- | ---------- |
| 1         | 5    | Rushell Clayton      | Jamaica        | 53.00   | 0Q0        |
| 2         | 7    | Jasmine Jones        | USA            | 53.83   | 0Q0        |
| 3         | 8    | Zenéy Geldenhuys     | Sydafrika      | 53.90   | 0PB0       |
| 4         | 3    | Shana Grebo          | Frankrike      | 54.84   |            |
| 5         | 4    | Amalie Iuel          | Norge          | 54.88   |            |
| 6         | 2    | Naomi Van den Broeck | Belgien        | 54.94   |            |
| 7         | 9    | Cathelijn Peeters    | Nederländerna  | 55.20   |            |
| 8         | 6    | Lina Nielsen         | Storbritannien | 1:31.22 |            |
|           |      |                      |                | Vind:   |            |

#### Semifinal 2
| Placering | Bana | Idrottare                 | Nation    | Tid   | Noteringar |
| --------- | ---- | ------------------------- | --------- | ----- | ---------- |
| 1         | 7    | Sydney McLaughlin-Levrone | USA       | 52.13 | 0Q0        |
| 2         | 4    | Louise Maraval            | Frankrike | 53.83 | 0Q0        |
| 3         | 5    | Rogail Joseph             | Sydafrika | 54.12 | 0PB0       |
| 4         | 6    | Janieve Russell           | Jamaica   | 54.65 |            |
| 5         | 3    | Ayomide Folorunso         | Italien   | 54.92 |            |
| 6         | 8    | Fatoumata Binta Diallo    | Portugal  | 54.93 |            |
| 7         | 2    | Anna Ryzhykova            | Ukraina   | 55.65 |            |
| 8         | 9    | Hanne Claes               | Belgien   | 55.96 |            |
|           |      |                           |           | Vind: |            |

#### Semifinal 3
| Placering | Bana | Idrottare           | Nation         | Tid   | Noteringar |
| --------- | ---- | ------------------- | -------------- | ----- | ---------- |
| 1         | 6    | Femke Bol           | Nederländerna  | 52.57 | 0Q0        |
| 2         | 7    | Anna Cockrell       | USA            | 52.90 | 0Q0        |
| 3         | 5    | Shiann Salmon       | Jamaica        | 53.13 | 0q0 PB0    |
| 4         | 4    | Savannah Sutherland | Kanada         | 53.80 | 0q0        |
| 5         | 9    | Paulien Couckuyt    | Belgien        | 54.64 | 0SB0       |
| 6         | 3    | Jessie Knight       | Storbritannien | 54.90 |            |
| 7         | 1    | Alanah Yukich       | Australien     | 55.49 |            |
| 8         | 8    | Noura Ennadi        | Marocko        | 55.50 |            |
| 9         | 2    | Jiadie Mo           | Kina           | 55.63 |            |
|           |      |                     |                | Vind: |            |

### Final
| Placering | Bana | Idrottare                 | Nation        | Tid   | Notering |
| --------- | ---- | ------------------------- | ------------- | ----- | -------- |
| 1         | 5    | Sydney McLaughlin-Levrone | USA           | 50.37 | 0VR0     |
| 2         | 7    | Anna Cockrell             | USA           | 51,87 | 0PB0     |
| 3         | 6    | Femke Bol                 | Nederländerna | 52,15 | Brons    |
| 4         | 9    | Jasmine Jones             | USA           | 52,29 | 0PB0     |
| 5         | 8    | Rushell Clayton           | Jamaica       | 52,68 |          |
| 6         | 2    | Shiann Salmon             | Jamaica       | 53,29 |          |
| 7         | 3    | Savannah Sutherland       | Kanada        | 53,88 |          |
| 8         | 4    | Louise Maraval            | Frankrike     | 54,53 |          |
| Källa:    |      |                           |               |       |          |